# ثورة النجف 1918
ثورة النجف أو انتفاضة النجف 1918 (25 جمادى الآخرة 1336هـ / 19 مارس 1918) هي ثورة شعبية وتحرك مسلح قام به سكان مدينة النجف العراقية ضد البريطانيون أثناء احتلالهم للعراق، بدأت في 19 مارس من العام 1918، وتعد هذه الانتفاضة أول ثورة عراقية على الاحتلال البريطاني للعراق وكذلك أول ثورة مفتوحة على الحركات الاستعمارية التي نشأت بعد انتهاء حكم الدولة العثمانية في الشرق الأوسط ومن أوائل الثورات العربية مطلع القرن العشرين بعد الثورة العربية الكبرى عام 1916.
استمرت الانتفاضة لأربعة أيام دامية في بادئ الأمر، مال الانتصار فيها للثوار النجفيون، لكن بعدها في الأيام الأخرى أرسل الحاكم البريطاني على النجف والشامية فرانسيس بلفور بعد أن علم بهذه الأحداث قوة من الجيش البريطاني في العراق متكونة من 3000-5000 جندي لإخماد هذه الانتفاضة، ولما وصلوا إلى النجف فرضوا حصاراً عليها لتحل مجاعة وأزمة اقتصادية كبيرة داخل المدينة أرهقت الثورة وحولتها إلى تمردٍ ضعيف حتى تمكن البريطانيون من احتلالها بالكامل وإنهاء الحركة المسلحة هناك في 4 أبريل من العام نفسه، بعد قصف عنيف بالمدافع على المدينة وألقوا القبض على عدد من القادة الثائرين، وأكثر ممن شارك في هذه الانتفاضة ساهموا أيضًا في ثورة أخرى كبيرة على الإنجليز عام 1920 عرفت بثورة العشرين.

## خلفية

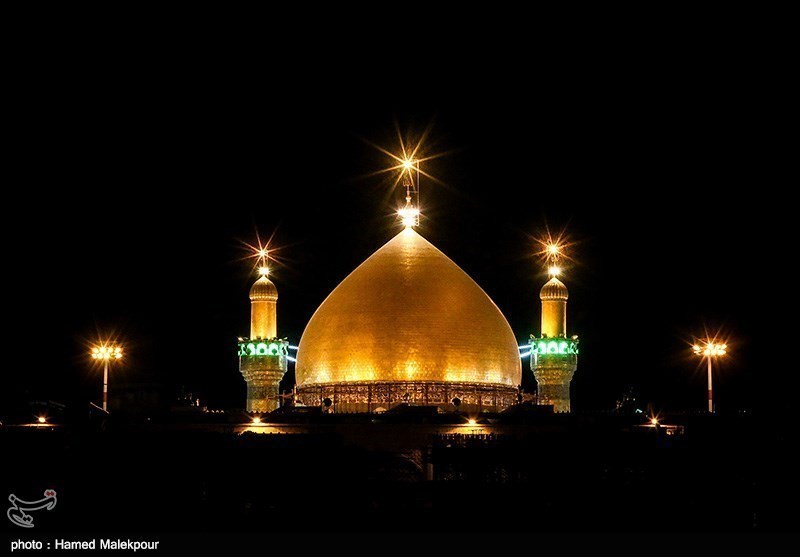
مرقد الإمام علي ليلاً من أهم معالم النجف.

إضطلعت مدينة النجف بدور بارز سياسياً في بداية القرن العشرين، بقيادة علمائها ومراجعها الشيعية العليا، لكونها إحدى أهم المدن في العراق بسبب إحتضانها لمرقد الإمام علي والحوزة العلمية والمرجعية الدينية التي هي صوت الشيعة في العالم والعراق خصوصًا.
وعندما قدم البريطانيون إلى العراق عام 1914 في إطار التوسع الإستعماري والضغط على الدولة العثمانية أثناء الحرب العالمية الأولى، قامت العديد من المعارك والمقاومات في العراق ضدهم منها معركة البصرة عام 1914 التي قادها المقاوم النجفي محمد سعيد الحبوبي ومعركة الشعيبة ومعركة الكوت التي قاتل فيها العراقيون إلى جانب قوات الدولة العثمانية وصولاً إلى انتفاضة النجف 1918.
في مايو عام 1917 أصبحت النجف مستقلة ولها حكم مستقل، بعد أن إنطوت صفحة العثمانيين، وتقسمت المدينة إلى أربعة محلات ولكل محلة مسؤول ولهم دستور سمي بـ (دستور البراق)، حضي ذلك التقسيم برضا فقهاء الدين وعلى راسهم السيد محمد كاظم اليزدي، وقد أقام عُلماؤها ورجال الدين فيها صلات وثيقة مع معظم أنحاء العراق والعالم الخارجي ولاسيما زعماء ورؤساء الفرات الأوسط، كما أقام العلماء في النجف الكثير من الندوات التي كانت تناقش القضايا السياسية وتدار هذه الندوات من قبل رجال الدين البارزين والكثير من المثقفين أمثال جواد الجزائري وعبد الكريم الجزائري، وندوة آلشهيب التي يديرها محمد رضا الشبيبي ومحمد باقر الشبيبي وغيرهم، وكان لهذه الندوات الأثر البالغ في تأسيس جمعية إسلامية سرية هي (جمعية النهضة الإسلامية)  في نوفمبر 1917، إذ أصدرت الجمعية منهاجًا تضمن إحدى وعشرين مادة، أكدت المادة السابعة منه على أن الجمعية فيها هيكل تنظيمي يتكون من 12 شخصًا على رأسهم المرجع الديني الأعلى للمسلمين.

## الأحداث

### اغتيال الكابتن مارشال
باشرت جمعية النهضة الإسلامية بتنظيم عملها وكونت قيادة عليا أغلبها من العراقيين، شكلت الجمعية جناحا مسلحًا إهتم بالأعمال العسكرية ضد الوجود البريطاني وإنظم إلى الجناح العسكري بعض الأشخاص الذين كانوا مهيئين للصدام المسلح ومنهم (نجم البقال) الذي شكل خلايا لا تعرف الواحدة بالأخرى، وقرر نجم البقال إغتيال النقيب (وليم دبليو أم مارشال) معاون الحاكم السياسي البريطاني في النجف في 19 مارس 1918 وتمت العملية بطريقة محكمة وقتل الضابط البريطاني مع طبيب ايرلندي وشخص ثالث وأستشهد العديد من أفراد القوة المهاجمة وجرح البعض منها.

### إنطلاق الانتفاضة
في صباح 19 مارس عام 1918 دخل عدد من النجفيين بقيادة الحاج نجم البقال متنكرين بزي شبانة الشرطة العربية التي يعمل بها البريطانيون، إلى قلعة النجف حيث قتلوا النقيب دبليو إم مارشال، الذي كان يتمركز في المدينة منذ 1 فبراير 1918،  تم طردهم بعد ذلك من القلعة من قبل أفراد من الحرس، الذين وجدوا أنفسهم محاصرين من قبل أعضاء جمعية النهضة الإسلامية، التمرد الأولي كان بقيادة شيخ النجف أبو قلال،  كما دعم الأنتفاضة كاظم صبي شيخ محلة البراق وسعد بن حاج راضي شيخ محلة المشراق وشيخ عطية أبو كلل شيخ محلة العمارة، وفقط شيخ محلة الحويش مهدي السيد سلمان، عارض الانتفاضة، بسبب تنافسه الشخصي مع نجم البقال، رد النقيب البريطاني فرانسيس بلفور، المتمركز في الكوفة، بإخلاء نصف رجال الشرطة، بينما لجأ النصف الآخر إلى منزل السيد المهدي سلمان، قدم المتمردون مجموعة من المطالب إلى البريطانيين، معربين عن رغبتهم في حكم أنفسهم دون تدخل بريطاني.
وعلى اثر مقتل الضابط البريطاني حضر اللفتانت (بلفور) إلى المدينة وطالب بتسليم الاشخاص الذين قتلوا الضابط البريطاني، ولكن أهل المدينة أقنعوه بانهم ليسوا من اهالي النجف فعاد.

### فرض الحصار على النجف
فرضت القوات البريطانية حصاراً على المدينة وإستعد الأهالي لذلك، وكانت بداية في الصدام بين سكان النجف وقوات الإنجليزية التي ردت بأوامر من الجنرال مارشال قائد القوات البريطانية بضرب المدينة وتشديد الحصار عليها وعدم فك الحصار إلا بعد تنفيذ الشروط القاسية التي تتمثل بتسليم بعض الأشخاص الذين يتزعمون الثورة وتسليم الأسلحة. وبعد أكثر من اربعين يوما من الحصار والقصف واشتراك الطائرات بقصف المدينة استطاعت الحكومة ومن خلال عملائها التعرف على الذين قاموا بالعملية والقت القبض على قائد المجموعة وحكم بالإعدام مع قسم من المنفذين وسجن البعض وهجر العديد من الثوار إلى خارج العراق.

### تأسيس الحزب النجفي
بعد أن أستطاعت سلطة الاحتلال من القضاء على انتفاضة النجف بفعل الاسلحة التي يمتلكونها لم تهدأ الامور في النجف وازداد التوتر بين الاهالي والحامية البريطانية، ونتيجة لذلك قام كبار رجال النجف عام 1918 م بتشكيل حزب سياسي أطلق عليه (الحزب النجفي السري) في يوليو 1918 حيث اجتمع المؤسسون في غرفة معزولة في مدرسة الملا كاظم الخراساني في محلة الحويش في النجف
وعدّوها مقرا لهم. وقد ضمَّ هذا الحزب الكثير من علماء النجف ورؤساء العشائر منهم: الشيخ عبد الكريم الجزائري، الشيخ محمد جواد الجزائري، الشيخ محمد باقر الشبيبي، الشيخ محمد رضا الشبيبي، السيد محمد سعيد كمال الدين، الشيخ حسين الحلي، الحاج عبد الواحد سكر، الشيخ غثيث الحرجان، الشيخ شعلان أبو الجون وآخرون.
وقد حظي الحزب بتأييد مراجع الدين حتى ان التنسيق كان قوياً حول ظروف الساحة وأساليب التحرك، 
ولاسيما مع الإمام محمد تقي الشيرازي الذي انتقل من سامراء إلى كربلاء في نهاية 1918 م، فقد وجد الإمام الشيرازي في هذا الحزب ذراعا فاعلة تستطيع أن تدفع الامة بالاتجاه الذي تهدف له.
وفي غضون ذلك استطاع أحد أعضاء الحزب النجفي السري (محمد باقر الشبيبي) ان يقوم بدور مهم في منطقة الفرات الاوسط وبغداد وان يكون حلقة الوصل بين الحزب النجفي وباقي التنظيمات في بغداد والفرات الأوسط من اجل الوقوف ضد الاحتلال البريطاني، وخلال تلك المدة جرت بعض التحركات ضد القوات البريطانية من قبل الثوار، جرت خلالها مفاوضات بين قادة الثوار وممثلي القوات البريطانية ولم تنجح تلك المفاوضات فاصدر المرجع الشيرازي فتواه الشهيرة والذي جاء نصها (مطالبة الحقوق واجبة على العراقيين ويحق عليهم في ضمن مطالباتهم رعاية السلم والأمن، ويجوز لهم التوسل بالقوة الدفاعية إذا أمتنع الإنكَليز عن قبول مطالبهم) وصدرت الفتوى في 23 يناير 1919 وكان نصها (ليس لأحد من المسلمين أن ينتخب ويختار غير المسلم للإمارة والسلطنة على المسلمين)، شكل الامام الشيرازي مجلسا للشورى ثم شكل مجلسا لإدارة الحرب ضد القوات البريطانية خاصة بعد فتواه الشهيرة بجواز حمل السلاح ضد الإنجليز وضم مجلس إدارة الحرب رؤساء العشائر وكبار زعماء الثورة وفي مقدمتهم الحاج (عبد الواحد سكر) 30.في ظل تلك التطورات تشكلت مجاميع من المثقفين والعلماء كان لها الدور الفعال في الوقوف ضد الاحتلال البريطاني، وتقسمت تلك المجاميع كما يلي:
1. المجموعة الأولى وهي مجموعة مفكرة مجاهدة تبنت فكرة مكافحة الاستعمار والثورة - ضمت: (الشيخ عبد الكريم الجزائري، الشيخ محمد رضا الشبيبي، السيد محمد سعيد كمال الدين، السيد محمد رضا الصافي، الشيخ باقر الشبيبي وغيرهم من العلماء).
2. المجموعة الثانية وهي مجموعة روحية عُليا تولت معظم الأعمال خلال الثورة إلى انتهائها - ضمت: (الشيخ عبد الكريم الجزائري، الشيخ محمد جواد الجواهري، الشيخ عبد الرضا راضي، الشيخ مهدي الملا كاظم). والشيخ الجزائري أهم عضو في الطبقتين الروحية والمتجددة، وهو همزة الوصل بين جميع الطبقات، بل كان أحد أهم من في الثورة لأنه محور الحركة ومجرى التفكير للثورة والثوار.
إضافة إلى المجموعتين اعلاه تشكلت عدة مجاميع من اهالي النجف كانت واجباتهم ضم المسلحين إلى الثورة وتزويد المسلحين بالأسلحة لغرض ادامة الثورة، وقد كانت مكتبة ال زاهد مركزا للمراجعة في أوقات مختلفة، وهي في الوقت نفسه ترتبط بمركز الحزب السري كل الارتباط، وهذا الحزب أعضاؤه هم أغلب أفراد الطبقة الأولى. إذ كان إذ كان اختيار يوم الثالث من تموز هو يوم الثورة، إلا إن اعتقال الشيخ شعلان أبو الجون رئيس عشيرة الظوالم في 30 يونيو قد غير من موعدها بثلاثة أيام عن الموعد الأول، إذ قامت مجموعة مسلحة من عشيرة الظوالم بالهجوم على مقر الحاكم الإنجليزي بالرميثة وتمكنت من اطلاق سراح شيخها.

### إستفتاء النجف
كانت النجف أيام الاستفتاء تابعة لما يُسمى بـ ((منطقة الشامية والنجف)) التي كان يحكمها الميجر نوربري. وظن الإنجليز ان الاستفتاء في النجف سيجري حسب رغبتهم لعاملين:
أولهما: وجود السيد كاظم اليزدي الموالي لهم.
والثاني: فشل ثورة النجف في ربيع 1918م ضدهم وما حلّ بالقائمين بها من عقوبات رادعة،
تقرر أن يجري الاستفتاء في النجف في 13 ديسمبر الأول 1918م، فوصلها ويلسون بالطائرة عصر 11 ديسمبر، وفي اليوم التالي اجتمع بالمرشد الشيعي الأعلى محمد كاظم اليزدي في بيته في الكوفة، وفي تقرير سرّي ذكر ويلسون أن السيد كاظم اليزدي قال: ((اني اتكلم بالنيابة عن أولئك الذين لا يستطيعون أن يتكلموا عن انفسهم، ان الحكومة مهما فعلت، فإنها ينبغي أن تأخذ بعين الاعتبار مصالح الشيعة وخصوصاً الجماهير التي لا تحسن التعبير عن نفسها والتي لا معين لها، فهؤلاء الناس ليسوا متمدنين، وإذا نُصب عليهم موظفون عرب، أدّى ذلك إلى الفوضى، إنهم لم يتعلموا النزاهة بعد، وإلى أن يحين الوقت الذي يتعلمون فيه النزاهة، يجب أن يظلوا تحت سلطة الحكومة، وليس هناك رجل يمكن أن يقبل به الناس أميراً)).
ثم عقد اجتماع في اليوم المحدّد للإستفتاء – أي في 13 ديسمبر – بين ويلسون، يرافقه نوربري، ومجموعة كبيرة من رجال النجف في دار الحكومة الواقعة خارج سور النجف، فسأل ويلسون الحاضرين وكان من بينهم: عبد الكريم الجزائري ومحمد جواد الجواهري ومحمد رضا الصافي وعبد الرضا الشيخ راضي ورضا الشبيبي وباقر الشبيبي وعباس الكليدار وهادي النقيب وهادي زوين ومحسن أبو طبيخ ونور الياسري وعلوان الياسري ومجبل الفرعون وعبد الواحد الحاج سكر ومحمد العبطان وشعلان الجبر وعبادي الحسيني وعلوان الحاج ولفتة الشمخي ومرزوق العواد وسرتيب المزهر وغيرهم قائلاً: هل ترغبون في حكم بريطانيا؟ أم تريدون حكومة وطنية عربية؟ عرّفونا رأيكم.
فأجاب السيد هادي النقيب على سؤال ويلسون قائلاً: ((نحنُ لا نريد ولا نرضى بسوى بريطانيا لأنها عادلة ومنصفة وكثرت الفلوس عندنا)). فرد عليه عبد الواحد الحاج سكر قائلاً: ((بل نريد حكومة عربية وطنية)).
وأيده رضا الشبيبي قائلاً: ((أن العراقيين يَرَون من حقهم ان تتألف حكومة وطنية مستقلة اسقلالاً تاماً، وليس فينا من يفكر في اختيار حاكم اجنبي)).
فاغتاظ ويلسون من هذا الجواب الذي لم يكمن يتوقعه، وسأل الحاضرين ان كان هذا رأيهم؟ فتكلّم السيد علوان الياسري قائلاً: ((لما كان المدعوون غير مسبوقين بالموضوع، فهم يرجون إمهالهم إلى الغد لدرس الاسئلة الثلاث، وتوحيد الأجوبة عليها، وذلك بعد الاتصال بالعلماء وبقية الرؤساء)).
فوافق ويلسون على هذا الرأي، على ان ترسل الأجوبة إلى بغداد بواسطة الميجر نوربري، وذهب المجتمعون إلى كاظم اليزدي لأخذ رأيه حول هذا الموضوع، فتعجب مما سمعه قائلاً: ((ان ويلسون كان قد رآه من قبل مدة ولم يخبره بهذا الموضوع)). ثم نصح اليزدي الحاضرين بعقد اجتماع عام يحضره الجميع من جميع الطبقات للبت في هذا الموضوع الهام. وبالفعل عقد اجتماع عام في بيت الشيخ محمد جواد الجواهري، حضره أكبر عدد ممكن من الناس، فتفاوتت الآراء، فمن قال: بالالتحاق بايران، وفئة ثانية طالبت بأمير غير عربي، وفئة ثالثة بالجمهورية، ورابعة بأمير عربي، وخامسة بالحكم البريطاني المباشر.
فاحتكم الحاضرون إلى رأي اليزدي وهو المرجع الشيعي الأعلى، لمن آمالهم خابت، عندما سمعوا اليزدي يقول: ((انا رجل لا أعرف السياسة، بل أعرف هذا حلال وهذا حرام)). وبعد الإلحاح عليه، قال لهم: ((اختاروا ما فيه صلاح للمسلمين)).
وقد اعتبر هذا الموقف من قبل اليزدي، تأييد لموقف الموالين للحكومة، فتمكن السيد هادي النقيب من تنظيم مضبطة تحمل 21 توقيعاً من وجهاء النجف وتجّارها بالإضافة إلى توقيعه يطلبون فيها الحكم البريطاني المباشر.
لكن مضبطة ثاني، نظمت من قبل المعارضين للحكومة البريطانية، وقعها عشرة اشخاص طالبوا فيها إقامة حكومة مستقلة تحت رئاسة أمير عربي، وعموماً فان البريطانيين وجدوا بعض المعارضة في مدن النجف وكربلاء والكاظمية وبغداد، أما المدن الأخرى فقد أجمع وجهاؤها ورؤساؤها على المطالبة بالحكم البريطاني المباشر وفق ما أراده أرنولد ويلسون وأعوانه.
وكان من نتائج الاستفتاء نشوء الحركة الوطنية في العراق وهي الحركة التي تبناها المعارضون للحكم البريطاني واتخذوا من فكرة الاستقلال شعاراً لهم.

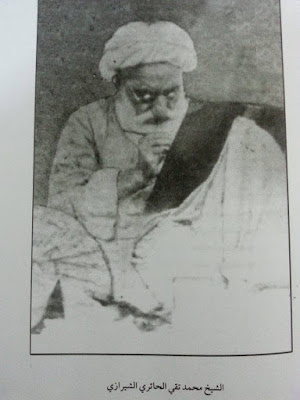
الشيخ محمد تقي الشيرازي

## المطالب البريطانية
قدم البريطانيون عدة مطالب لفك الحصار بطريقة سلمية في 9 أبريل عام 1918م حيث نشرت جريدة العرب الناطقة بلسان حكومة الإمبراطورية البريطانية، في عددها 84، خطاب القائد العام البريطاني المتقدّم ذكره ليطّلع الرأي العام في العراق عليه، كما أمر القائد العام بنشر الشروط التي وضعت على مدينة النجف في مؤتمر عقد بمدينة الكوفة، وهذا نصّها:
- أوّلا: تسليم القتلة، و من اشترك معهم بالفتنة، تسليما بلا شرط و لا قيد.
- ثانيا: غرامة ألف تفگة (بندقية)، و خمسين ألف روبية، يجمعها الشيوخ المخلصون من محلاّت البلدة التي كانت لها يد في الفتنة.
- ثالثا: تسليم مئة شخص من المحلاّت الثائرة إلى الحكومة البريطانية لسوقهم من النجف بصفة أسرى حرب.[19]»»

## النتائج
أنتهت الثورة في 4 مايو من العام 1918 بإقتحام قوات البريطانية مدينة النجف بعد رفضهم للشروط التي وضعها قائد البريطاني في منطقة الفرات الأوسط وبعد حصار عنيف أقامه الإنجليز عليهم حيث أنتشرت المجاعة والفقر والأمراض داخل المدينة، حاول بعض سكان النجف من الهروب والإستنجاد بالقبائل والمدن المحيطة بهم لكن تلك المحاولات قد فشلت بسبب الأسلاك الكبيرة والخنادق الشاسعة التي وضعوها الإنجليز حول سور مدينة النجف حيث كانت رسولهم كانت تقبض من قبل الجنود الإنجليز ويتم إعدامهم بعدها، وقد تمكن في ما بعد بعض الفقراء من أهالي النجف من عبور السور بمساعدة مع حرس النجفي الموالي للبريطان لكن كان عبورهم عبارة عن هروب دون نتيجة هادفة.
حاول القادة البريطانيون مع وجهاء النجف التفاهم في هذه الأزمة في إجتماعات عقدوها بدار المرجع اليزدي وغيره لكن النجفيون أصروا على عنادهم بحجة المقاومة كما إن البنود التي وضعها الإنجليز كانت صعبةً عليهم. تم قصف المدينة أثناء الإقتحام بمئات من قذائف المدفعيات وصواريخ الطائرات  بدأً من الهجوم على سور النجف ومرتفع الحويش الواقع خلف السور مرورا بقصفهم على محلة العمارة حتى السيطرة على مرقد الإمام علي الذي يشكل نواة المدينة لتقع المدينة في الكامل تحت إستعمارهم في نهاية المطاف.
أن ثورة النجف قد كانت أول ثورة في العراق على البريطانيين، وهي لم تستمر طويلاً إذ سرعان ما تمكنت سلطة الاحتلال من القضاء عليها في مهدها، ولكنها على الرغم من قصر عمرها الا انها تُعتبر حدثاً مهماً من الناحية السياسية والاجتماعية، فهي تعطينا صورة حية من صور المجتمع العراقي في تلك المرحلة.
وتم إلقاء القبض على 11 من كبار قادة الإنتفاضة الذين ثبت تورطهم بإغتيال المارشال البريطاني وضرب مقرات البريطانية في العراق وإعدامهم في خان صغير بمدينة الكوفة القريبة من النجف، إضافة إلى نفي حوالي مائة شخص أو أكثر إلى الهند لمدة سبع سنوات ودفع أهل النجف غرامة للقادة البريطانيون بالقوة. الأمر الذي غرس الغضب في نفوس النجفيون خاصة وأهل العراق عامة، فقد ثار العراقيون جميعم مرة أخرى ضد الإنجليز عام 1920 بثورة كبرى والتي تعد من أهم أحداث تاريخ العراق الحديث.